# Tulunidi
Tulunidi (arabsko الطولونيون) so bili mameluška dinastija turškega porekla, ki je kot prva neodvisna dinastija po Ptolemajcih vladala v Egiptu in velikem delu Sirije. Osamosvojili so se leta 868, ko so se odcepili od Abasidskega kalifata, in vladali do leta 905, ko so Abasidi ponovno vzpostavili svojo oblast v Egiptu. 
V poznem 9. stoletju je zaradi notranjih konfliktov med Abasidi nadzor nad obrobnimi območji imperija postajal vse šibkejši in leta 868 se je turški častnik Ahmed ibn Tulun razglasil za neodvisnega guvernerja Egipta. Kasneje je dosegel uradno neodvisnost od osrednje abasidske vlade. Med Ahmedovo vladavino (868–884) in vladavino njegovih naslednikov so se tulunidske domene razširile na Jordanski tektonski jarek ter Hejaz, Ciper in Kreto. Ahmeda je nasledil njegov sin Humaravejh, čigar vojaški in diplomatski dosežki so ga naredili pomembnega igralca na bližnjevzhodnem političnem prizorišču. Abasidi so potrdili svoje priznanje Tulunidov kot zakonitih vladarjev in status dinastije kot vazala kalifata. Po Humaravejhovi smrti so ga nasledili nesposobni potomci, ki so svojim turškim in temnopoltim sužnjem dovolili, da vodijo državne zadeve. Leta 905 se Tulunidi niso mogli upreti invaziji abasidskih čet, ki so obnovile neposredno oblast kalifov v Siriji in Egiptu.
Tulunidsko obdobje so poleg kulturnih zaznamovale tudi gospodarske in upravne reforme. Ahmed ibn Tulun je reorganiziral davčni sistem in se povezal s skupnostjo trgovcev. Ustanovil je tudi svojo vojsko in prestavil prestolnico iz Fustata v Al-Kataj in naročil gradnjo znamenite Ibn Tulunove mošeje. 

## Zgodovina
Vzpon in padec Tulunidov sta se zgodila v ozadju naraščajočega regionalizma v muslimanskem svetu. Abasidski kalifat se je spopadal s političnimi nemiri in izgubljal avro univerzalne legitimnosti. Pred vzponov Tulunidov so v Egiptu in Bagdadu obstajala gibanja pod vodstvom koptskih in šiitskih Alidov, ki so imeli samo začasne lokalne uspehe. Dogajali so se tudi boji za oblast med turškim vojaškim poveljstvom in administracijo v Bagdadu. Poleg tega je bil kalifat v vse večji finančni krizi. Vse to se je ponovilo med vladavino Tulunidov.
Zdi se, da je bila notranja politika Abasidskega kalifata nestabilna. Leta 870 je bil abasidski princ al-Muvafak (um. 891) poklican iz izgnanstva v Meki, da bi ponovno vzpostavil abasidsko oblast nad južnim Irakom. Al-Muvafak je hitro postal de facto vladar kalifata. Zaradi teh dogajanj v kalifatu je Ahmed ibn Tulun zlahka vzpostavil in razširil svojo oblast. Tulunidi so postali večinoma neodvisni lokalni vladarji, primerljivi z drugimi dinastijami muslimanskega sveta iz 9. stoletja, vključno z Aglabidi in Tahiridi.

### Ahmed ibn Tulun
Ahmed ibn Tulun je bil pripadnik večinoma srednjeazijske turške garde, ki je bila ustanovljena v Bagdadu in se je po al-Mutasimovi selitvi sedeža kalifata z njim preselila v Samaro. Leta 254/868 je Bajakbek (um. 256/870), predstavnik abasidskega kalifa al-Mutaza, poslal Ibn Tuluna v Egipt kot rezidenčnega guvernerja. Ibn Tulun je v Egiptu nemudoma vzpostavil finančno in vojaško neodvisnost, tako da je ustanovil neodvisno egiptovsko vojsko in prevzel upravljanje egiptovske in sirske zakladnice. Leta 877 je kalifat poslal proti njemu vojsko zaradi nezadostnega plačila davka. Ahmed ibn Tulun je kljub temu ohranil svojo oblast in naslednje leto zavzel Sirijo. 
Po več kot deset letih vladanja je za seboj pustil dobro izurjeno vojsko, stabilno gospodarstvo in izkušeno birokracijo za nadzor nad državnimi zadevami. Za dediča je imenoval svojega sina Humaravejha.
Po dosegu popolne avtonomije, ko ni več moral plačevati davka kalifatu, je začel graditi namakalne sisteme in mornarico, kar je močno spodbudilo lokalno gospodarstvo in trgovino. Leta 878 so Tulunidi zasedli dolino Jordana in se na severu razširili do Antilibanona na bizantinski meji, kar jim je omogočilo obrambo Egipta pred napadom Abasidov.

### Humaravejh
Po Ahmedovi smrti je emirat podedoval njegov sin Humaravejh. Prvi izziv, s katerim se je soočil, je bila invazija al-Muvafakove vojske na Sirijo. Spopasti se je moral tudi s prebegom Ahmeda ibn Mohameda al-Vasitija, dolgoletnega in ključnega zaveznika njegovega očeta, v tabor zavojevalcev.
Mladi emir je kljub temu dosegel politične in vojaške uspehe, kar mu je omogočilo, da je razširil svojo oblast iz Egipta v severni Irak in do leta 890 daleč na sever do Tarza. Ker je postal pomemben igralec na bližnjevzhodnem političnem prizorišču, je uspel skleniti dva sporazuma z Abasidi. V prvem je al-Muvafak leta 886 za trideset let priznal Tulunidsko oblast nad Egiptom in regijami Sirije. Drugi, sklenjen z al-Mutadidom leta 892, je potrdil pogoje prejšnjega sporazuma. Oba sporazuma sta potrditi status tulunidskega guvernerja kot vazala Abasidske dinastije s sedežem v Bagdadu.
Humaravejhova vladavina je kljub njegovim pridobitvam postavila temelje za propad dinastije Tulunidov. K temu so prispevale predvsem finančna izčrpanost, politični spopadi in ukrepi Abasidov. Humaravejh je bil tudi popolnoma odvisen od svojih turških in podsaharskih vojakov.

### Propad
Poznejši emirji iz Tulunidske dinastije so bili vsi neučinkoviti vladarji, ki so se v državnih zadevah zanašali na svoje turške in črne vojake.
Humaravejhovega sina Abu al-Asakirja je tulunidsko vojaško poveljstvo odstavilo leta 896, kmalu po njegovem prihodu na oblast. Nasledil ga je brat Harun, ki je vladal osem let, vendar ni mogel ponovno oživiti dinastije in je bil umorjen leta 904, potem ko je abasidska vojska zavzela Sirijo in je bila tik pred napadom na sam Egipt. Harunov naslednik, njegov stric Šajban ibn Ahmed ibn Tulun, se ni mogel upreti abasidski invaziji pod poveljstvom Mohameda ibn Sulejmana al-Katiba s pomorsko podporo obmejnih sil pod poveljstvom Damijana iz Tarza. Poraz je pomenil konec njegove vladavine in vladavine Tulunidov.

## Kultura
Ahmed ibn Tulun je ustanovil svojo prestolnico Al-Kataj severno od prejšnje prestolnice Fustat, kjer je imel sedež svoje vlade. Ena od prevladujočih značilnosti tega mesta je bila Ibn Tulunova mošeja, ki je preživela vse do danes. Zgrajena je v samarskem slogu, običajnem v tistem obdobju. Slog ni bil omejen samo na verske zgradbe, ampak tudi na posvetne. Ohranjene hiše iz obdobja Tulunidov imajo štukature v samarskem slogu.
Humaravejhova razsipnost je presegla očetovo. Gradil je razkošne palače in vrtove zase in za tiste, ki jim je bil naklonjen. Ljudsko izročilo pravi, da je imel toliko konj, da je vsakega jezdil samo enkrat v življenju. Četudi je zapravil dinastično bogastvo, je spodbujal bogato kulturno življenje in bil pokrovitelj učenosti in poezije. Njegov varovanec in učitelj njegovih sinov je bil slavni slovničar Mohamed ibn Abd Alah ibn Mohamed Muslim (umrl 944). Hvalnico, v kateri je poveličeval emirjeve zmage na bojišču, je napisal Kasim bin Jahja al-Marjami (umrl 929).
S posredovanjem svojega najbližjega svetovalca al-Huseina ibn Džasasa al-Džavharija je Humaravejh sklenil eno največjih političnih porok v srednjeveški islamski zgodovini. Svojo hčer, princeso Katr al-Nado je leta 892 poročil z abasidskim kalifom al-Mutadidom. K poroki je spadala dota, ocenjena na  400.000 do milijon dinarjev. Nekateri zgodovinarji špekulirajo, da je bila poroka preračunljiv poskus Abasidov, da bi uničili Tulunide. Zgodba o čudoviti poroki Katr al-Nade je živela v spominu egiptovskega ljudstva vse do osmanskega obdobja in bila zapisana v kronikah in ljudski književnosti. Zakonska zveza je bila nekaj izjemnega, ker so bile poroke med islamskimi kraljevimi družinami v celi islamski zgodovini redke. V islamskih porokah tudi ni bilo nevestine dote, ker so se neveste običajno kupovale.
Podpora Ahmeda ibn Tuluna sunitskim učenjakom je omogočila razvoj islamskih znanosti v Egiptu in prispevala k islamizaciji podeželja.

## Vojska
Ibn Tulun je ustanovil svojo vojsko in mornarico, oboje po uporu Isa ibn al-Šejka, guvernerja Palestine, leta 870. Vojsko so sestavljali sudanski in grški vojaki - sužnji. Nekaj poročil kaže, da so bili vojaki morda Perzijci in Sudanci. Humaravejh je nadaljeval očetovo politiko večetnične vojske Sudancev, grških plačancev in svežih turških čet iz Turkestana. Ibn Tulun je ustanovil elitno gardo, ki je varovala njegovo družino. Garda je hkrati tvorila jedro tulunidske vojske. Vojska mu je prisegla zvestobo na slovesnosti leta 871. Zvestoba je bila kljub temu problematična celo tulunidsko obdobje.
Humaravejh je ustanovil tudi elitno enoto, imenovano al-muhtara. Sestavljali so jo beduini iz vzhodne delte Nila. S podelitvijo privilegijev pripadnikom plemena in njihovo spreobrnitvijo v učinkovitega in zvestega telesnega stražarja je prinesel nadzor in mir v regijo med Egiptom in Sirijo. Prav tako je ponovno vzpostavil nadzor nad to strateško regijo. V al-muhtari je bilo tudi tisoč Sudancev.
Tulunidska vojska je pomembno sodelovala v naslednjih spopadih: 
- Leta  877 je preprečila, da bi abasidska vojska odstavila Ahmeda ibn Tuluna.[13]
- Leta 878 so Tulunidi pod pretvezo džihada za obrambo obmejnih območij pred Bizantinci zasedli Sirijo. Kampanja je bila predčasno končana, ker se je moral Ibn Tulun vrniti v Egipt.
- Leta 885 se je tulunidska vojska po Humaravejhovim poveljstvom spopadla z Abasidi v bitki pri mlinih (al-Ṭawāḥīn) v južni Palestini. Abasidi, ki jih je vodil bodoči kalif al-Mutadid, so vdrli v Sirijo. Ko je guverner Damaska prebegnil k Abasidom, sta Ahmed in Humaravejh pobegnila z bojišča, tulunidski general Said al-Ajsar pa je kljub temu zmagal.[9]
- Od leta 885 do 886 so tulunidske sile pod Humaravejhovim poveljstvom premagale abasidskega generala Ibn Kundadža, čeprav je bila njegova vojska močnejša. Sledila je tulunidska osvojitev Džazire, Kilikije in ozemlja vse do Harrana. Pohode je končala sklenitev mirovnega sporazuma.[9]

Po propadu emirata Tulunidi niso mogli preprečiti abasidske zasedbe prestolnice al-Kataj.

## Gospodarstvo
Tulunidski emirat je bil zelo centraliziran. 
Med vladavino Ahmeda ibn Tuluna je egiptovsko gospodarstvo ostalo uspešno. Obstajala je ugodna raven kmetijske pridelave, ki so jo omogočale stalno visoke poplave Nila. Ob kmetijstvu je bila uspešna zlasti tekstilna industrija. Ibn Tulun je prenehal plačevati davek osrednji abasidski vladi v Bagdadu, reformiral upravo, se povezal s trgovsko skupnostjo in spremenil davčni sistem. Pod Tulunidi je prišlo tudi do popravil kmetijske infrastrukture. Državne finance so celo tulunidsko obdobje vodili člani družine al-Madharaj.

## Seznam vladarjev
| Naslov                                                                                | Osebno ime                                                           | Vladanje  |
| ------------------------------------------------------------------------------------- | -------------------------------------------------------------------- | --------- |
| Med vladavino abasidskega kalifa al-Mutamida je bil emirat de facto neodvisna država. |                                                                      |           |
| Emir أمیر‎                                                                             | Ahmed ibn Tulun أحمد بن طولون‎                                        | 868 – 884 |
| Emir أمیر‎ Abu al-Džajš ابو جیش‎                                                        | Humaravejh ibn Ahmed ibn Tulun خمارویہ بن أحمد بن طولون ‎             | 884 – 896 |
| Emir أمیر‎ Abu al-Ašir ابو العشیر ‎ Abu al-Asakir ابو العساكر‎                           | Abu al-Asakir Džajš ibn Humaravejh جیش ابن خمارویہ بن أحمد بن طولون ‎ | 896       |
| Amir أمیر‎ Abu Musa ابو موسی‎                                                           | Harun ibn Humaravejh ہارون ابن خمارویہ بن أحمد بن طولون ‎             | 896 – 904 |
| Amir أمیر‎ Abu al-Manakib ابو المناقب‎                                                  | Šejban ibn Ahmed ibn Tulun شائبان بن أحمد بن طولون‎                   | 904 – 905 |
| Amir أمیر‎ Abu Abdulah ابو عبد الله‎                                                    | Mohamed ibn Ali al-Halandži محمد بن علي الخلنجي                      | 905 CE    |
| Abasidska zasedba emirata pod kalifom al-Muktafijem                                   |                                                                      |           |